# جون ميشيل كافالي
جون ميشيل كافالي (بالفرنسية: Jean-Michel Cavalli)‏(ولد في 13 يوليو 1957 في بروبريانو بفرنسا وحاصل على رخصة تدريبية مهنية لكرة القدمن من كورسيكا ولاعب كرة قدم سابق.

## سيرة ذاتية
بدأ كافالي مسيرته المهنية في جازيليك أجاكسيو في عام 1971،  كما إتجه إلي جزر كورسيكا باستيا إس سي بي (1977-78) وسولينزارا (1978-1987) قبل عودة ثانية إلي جازيليك أجاكسيو.
كان درب بعض الأندية في السعودية، فرنسا والمغرب، بينما تولى مسؤولية منتخب الجزائر لكرة القدم في عام 2005. قام كافالي بتدريب منتخب كورسيكا لكرة القدم، -الذي لا ينتمي إلى فيفا أو يويفا،- في عام 2009 مباراة ودية ضد فريق منتخب الكونغو لكرة القدم.

## الفرق التدريبية
| - 1990-1992: جازيليك أجاكسيو - 1993-1994: النصر - 1994-1995: ليل - 1995-1997: ليل - 1997-1998: الرياض - 1998-1999: جازيليك أجاكسيو - 1999-2000: جازيليك أجاكسيو | - 2000-2001: راسينغ كولومب - 2002-2003: يونيكوس - 2003-2004: كريتيل - 2005-2006: تريستينا - 2006-2007: الجزائر - 2007-2008: الوداد - 2008-2010: نيم أولمبيك | - 2009-2010: كورسيكا - 2012-2013: جازيليك أجاكسيو - 2014-2015: مولودية وهران - 2015-2016: الهلال - 2016-2017: اتحاد الجزائر - 2017-2017: مولودية وهران - 2017: الاتحاد السكندري |

## روابط خارجية
- جون ميشيل كافالي على موقع قاعدة بيانات كرة القدم.إي يو (الإنجليزية)
- جون ميشيل كافالي على موقع Soccerway.com (الإنجليزية)
- جون ميشيل كافالي على موقع عالم كرة القدم.نت (الإنجليزية)